# Riotamo
Riotamo (dal latino: Riothamus, Riotimus, Rigothamus o Rigotamos; fl. V secolo) è stato un condottiero britanno della seconda metà del V secolo, definito "Re dei Brittoni" da Giordane nella Getica.
(Getica XLV, 237-238)

## Biografia
Dato che nella forma latina il suo nome significa "leader supremo", alcuni studiosi hanno suggerito che potrebbe trattarsi di un titolo e non di un nome proprio. Si è dibattuto se i brittoni di cui parla Giordane fossero Britanni che si erano stabiliti nell'odierna Bretagna, oppure se fossero venuti dalla Britannia per combattere contro i Visigoti. Ma il passo in cui Giordane dice che Riotamo "venne attraverso l'Oceano" potrebbe significare che egli era leader in Britannia, o addirittura, secondo alcuni studiosi, sia dei popoli britannici sia dei Britanni che si erano insediati in Bretagna (vedi Dumnonia). C'è chi pensa, invece, solo alla Bretagna.
Prese parte alla campagna militare dell'imperatore d'Occidente Antemio contro il sovrano visigoto Eurico. Quest'ultimo sconfisse Riotamo, che si ritirò tra i Burgundi e sparì così dalla storia. Riotamo compare anche in una lettera piena di rispetto, scrittagli da Sidonio Apollinare in merito all'indisciplina delle sue truppe nella regione.
Gli studiosi moderni Geoffrey Ashe e Leon Fleuriot hanno identificato nella figura di Riotamo una possibile base storica per Re Artù. Loro fanno infatti notare che l'ultima volta che viene menzionato dalle fonti, Riotamo si sarebbe trovato nei pressi della città burgunda di Avallon, che potrebbe essere identificata come la base per l'Avalon della leggenda arturiana. In ogni caso, l'attività di Riotamo in Gallia potrebbe essere alla base della tradizione ricordata da Goffredo di Monmouth nella sua Historia Regum Britanniae, secondo cui Artù attraversò il canale della Manica e attaccò Roma.
Ashe ha ipotizzato che la caduta di Riotamo sia dipesa dal tradimento del prefetto del pretorio Arvando, che, dopo la partenza del re per la Gallia, mise insieme un'armata e si ribellò, alleandosi coi Goti.